# Ain Tizgha
Ain Tizgha  (in arabo عين تيزغة‎?) è un centro abitato e comune rurale del Marocco situato nella provincia di Benslimane, regione di Casablanca-Settat. Conta una popolazione di 15 692 abitanti (censimento 2014).